# 天琴计划
天琴计划（TianQin Project）是一个中山大学正在进行中的空间引力波探测计划。该计划由中国科学院院士、时任中山大学校长罗俊团队负责，其地面基础设施位于中山大学珠海校区。该项目由引力波天文台、在地球轨道上的3颗全同卫星和其他地面基础设施组成。该计划的内容是通过检测卫星之间的激光束波动，探测引力波。

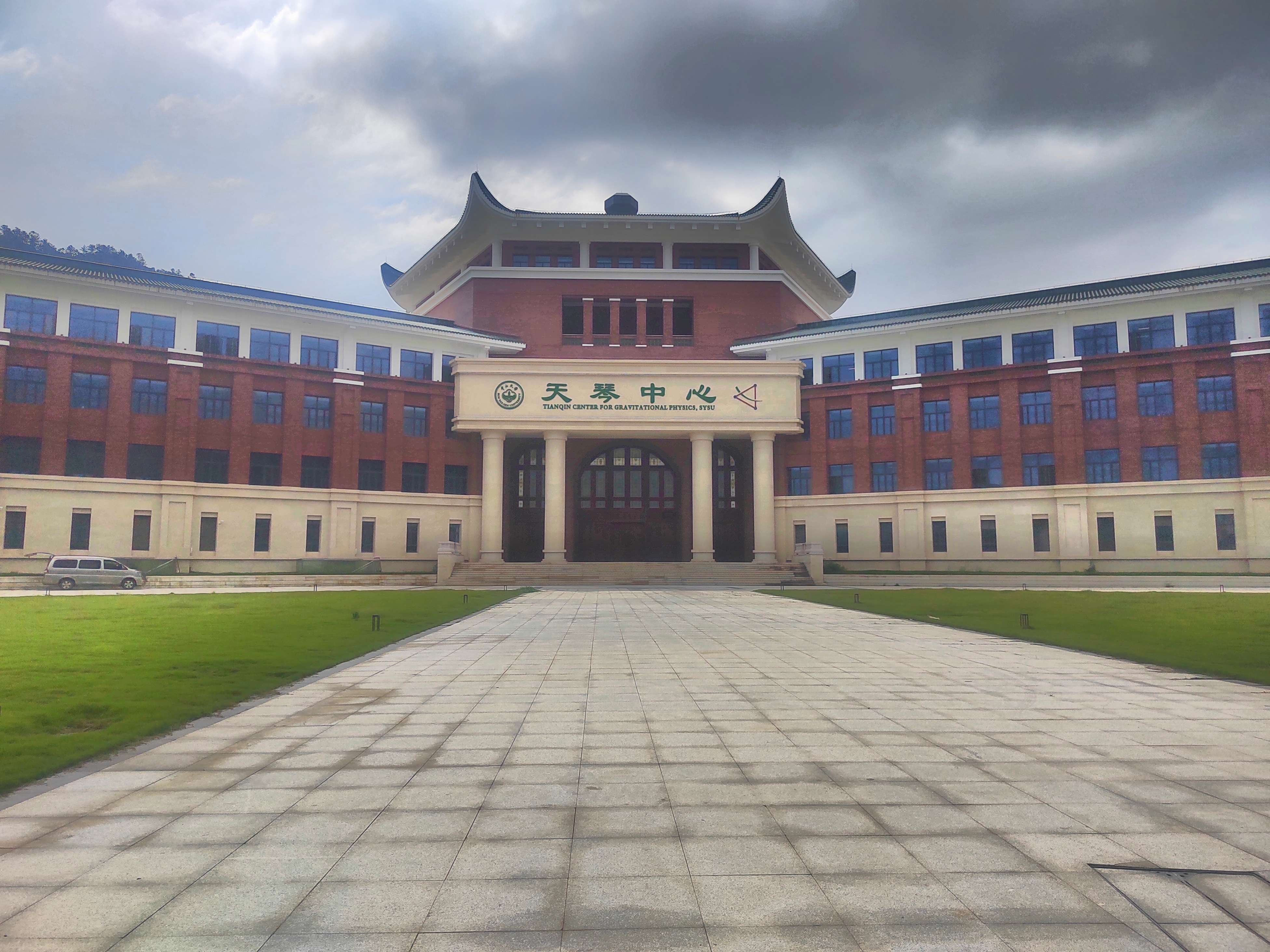
2016年4月成立的天琴中心具体负责天琴计划的研究工作

2019年12月20日，天琴一号试验卫星由长征四号乙运载火箭发射进入轨道，天琴计划进入试验阶段。目前，该项目的基础设施建设已经接近完成，探测项目预计在2025到2030年之间正式启动。